# Korgnégane
Korgnégane est une localité du département de Dissin, dans la province d’Ioba (région du Sud-Ouest) au Burkina Faso. En 2006, cette localité comptait 540 habitants dont 50.2% de femmes.